# Bahnstrecke Kitzingen–Schweinfurt
| |                       |                                              |                                 |
| Streckennummer: | 5231                  |                                              |                                 |
| Kursbuchstrecke (DB): | 809 (früher 812/418c) |                                              |                                 |
| Kursbuchstrecke: | 418e (1946)           |                                              |                                 |
| Streckenlänge: | 49,9 km               |                                              |                                 |
| Spurweite: | 1435 mm (Normalspur)  |                                              |                                 |
| Streckenklasse: | C2                    |                                              |                                 |
| Streckengeschwindigkeit: | 50 km/h               |                                              |                                 |
| |                       |                                              |                                 |
| \| \| \| von Fürth \| \| \| \| 0,000 \| Kitzingen \| 205 m \| \| \| \| nach Würzburg \| \| \| \| \| Main (Brücke 1945 gesprengt) \| \| \| \| 2,390 \| Kitzingen-Etwashausen (1945–2014 Endstation) \| 188 m \| \| \| \| Anschluss Flugplatz Kitzingen \| \| \| \| \| St 2271 \| \| \| \| 4,300 \| Kitzingen-Reubelshof \| Kitzingen-Reubelshof \| \| \| 5,370 \| Streckenanfang seit 2014 \| Streckenanfang seit 2014 \| \| \| \| Bahnhofstraße KT 12 \| \| \| \| 7,580 \| Großlangheim \| 223 m \| \| \| \| Bahnhofstraße KT 11 \| \| \| \| 10,920 \| Kleinlangheim \| Kleinlangheim \| \| \| \| Bundesautobahn 3 \| \| \| \| \| Kleinlangheimer Straße St 2272 \| \| \| \| 13,000 \| Rüdenhausen-Feuerbach \| Rüdenhausen-Feuerbach \| \| \| \| Casteller Straße St 2421 \| \| \| \| \| Bahnhofstraße St 2420 \| \| \| \| 15,750 \| Wiesentheid \| 252 m \| \| \| \| Schönbornstraße KT 24 \| \| \| \| \| Nikolaus-Fey-Straße St 2272 \| \| \| \| 16,900 \| Geesdorf \| Geesdorf \| \| \| \| St 2420 \| \| \| \| 19,800 \| Prichsenstadt \| Prichsenstadt \| \| \| \| Lauber Straße St 2260 \| \| \| \| \| Schwarzach \| \| \| \| \| Bundesstraße 22 \| \| \| \| 22,600 \| Stadelschwarzach \| Stadelschwarzach \| \| \| \| KT 38 \| \| \| \| \| KT 39 \| \| \| \| 24,400 \| Järkendorf \| Järkendorf \| \| \| \| KT 38 \| \| \| \| \| Schallfelder Straße SW 43 \| \| \| \| 26,080 \| Lülsfeld \| Lülsfeld \| \| \| \| SW 42 \| \| \| \| 27,700 \| Frankenwinheim \| Frankenwinheim \| \| \| \| Volkach \| \| \| \| 30,040 \| Gerolzhofen \| 235 m \| \| \| \| Frankenwinheimer Straße St 2274 \| \| \| \| \| Dreimühlenstraße \| \| \| \| \| Bundesstraße 286 \| \| \| \| \| Bahnhofstraße SW 40 \| \| \| \| 34,100 \| Alitzheim \| Alitzheim \| \| \| 36,300 \| Sulzheim \| Sulzheim \| \| \| \| Bahnhofstraße SW 28 \| \| \| \| 39,860 \| Grettstadt \| Grettstadt \| \| \| 44,600 \| Gochsheim (Ufr) \| Gochsheim (Ufr) \| \| \| \| Grafenrheinfelder Straße SW 3 \| \| \| \| \| Bundesautobahn 70 \| \| \| \| \| Schwebheimer Straße St 2271 \| \| \| \| 47,244 \| \| \| \| \| 47,947 \| Schweinfurt-Sennfeld \| Schweinfurt-Sennfeld \| \| \| \| Carl-Zeiß-Straße \| \| \| \| \| Anschluss Hafen \| \| \| \| 49,032 \| Mainbrücke Schweinfurt (234 m) \| Mainbrücke Schweinfurt (234 m) \| \| \| \| von Bamberg \| \| \| \| 50,072 \| Schweinfurt Hbf \| 217 m \| \| \| \| nach Meiningen \| \| \| \| \| nach Rottendorf \| \| \| \| \| \| \| \| Quellen: [1][2][3] \| \| \| \| |                       |                                              |                                 |
| Strecke |                       | von Fürth                                    | von Fürth                       |
| Bahnhof | 0,000                 | Kitzingen                                    | 205 m                           |
| Abzweig ehemals geradeaus und nach links |                       | nach Würzburg                                | nach Würzburg                   |
| Brücke über Wasserlauf (Strecke außer Betrieb) |                       | Main (Brücke 1945 gesprengt)                 | Main (Brücke 1945 gesprengt)    |
| Bahnhof (Strecke außer Betrieb) | 2,390                 | Kitzingen-Etwashausen (1945–2014 Endstation) | 188 m                           |
| Abzweig geradeaus und nach rechts (Strecke außer Betrieb) |                       | Anschluss Flugplatz Kitzingen                | Anschluss Flugplatz Kitzingen   |
| Bahnübergang (Strecke außer Betrieb) |                       | St 2271                                      | St 2271                         |
| Bahnhof (Strecke außer Betrieb) | 4,300                 | Kitzingen-Reubelshof                         | Kitzingen-Reubelshof            |
| Kilometer-Wechsel (Strecke außer Betrieb) | 5,370                 | Streckenanfang seit 2014                     | Streckenanfang seit 2014        |
| Bahnübergang (Strecke außer Betrieb) |                       | Bahnhofstraße KT 12                          | Bahnhofstraße KT 12             |
| Bahnhof (Strecke außer Betrieb) | 7,580                 | Großlangheim                                 | 223 m                           |
| Bahnübergang (Strecke außer Betrieb) |                       | Bahnhofstraße KT 11                          | Bahnhofstraße KT 11             |
| Haltepunkt / Haltestelle (Strecke außer Betrieb) | 10,920                | Kleinlangheim                                | Kleinlangheim                   |
| Strecke mit Straßenbrücke (Strecke außer Betrieb) |                       | Bundesautobahn 3                             | Bundesautobahn 3                |
| Bahnübergang (Strecke außer Betrieb) |                       | Kleinlangheimer Straße St 2272               | Kleinlangheimer Straße St 2272  |
| Haltepunkt / Haltestelle (Strecke außer Betrieb) | 13,000                | Rüdenhausen-Feuerbach                        | Rüdenhausen-Feuerbach           |
| Bahnübergang (Strecke außer Betrieb) |                       | Casteller Straße St 2421                     | Casteller Straße St 2421        |
| Bahnübergang (Strecke außer Betrieb) |                       | Bahnhofstraße St 2420                        | Bahnhofstraße St 2420           |
| Bahnhof (Strecke außer Betrieb) | 15,750                | Wiesentheid                                  | 252 m                           |
| Bahnübergang (Strecke außer Betrieb) |                       | Schönbornstraße KT 24                        | Schönbornstraße KT 24           |
| Bahnübergang (Strecke außer Betrieb) |                       | Nikolaus-Fey-Straße St 2272                  | Nikolaus-Fey-Straße St 2272     |
| Haltepunkt / Haltestelle (Strecke außer Betrieb) | 16,900                | Geesdorf                                     | Geesdorf                        |
| Bahnübergang (Strecke außer Betrieb) |                       | St 2420                                      | St 2420                         |
| Bahnhof (Strecke außer Betrieb) | 19,800                | Prichsenstadt                                | Prichsenstadt                   |
| Bahnübergang (Strecke außer Betrieb) |                       | Lauber Straße St 2260                        | Lauber Straße St 2260           |
| Brücke über Wasserlauf (Strecke außer Betrieb) |                       | Schwarzach                                   | Schwarzach                      |
| Brücke (Strecke außer Betrieb) |                       | Bundesstraße 22                              | Bundesstraße 22                 |
| Bahnhof (Strecke außer Betrieb) | 22,600                | Stadelschwarzach                             | Stadelschwarzach                |
| Bahnübergang (Strecke außer Betrieb) |                       | KT 38                                        | KT 38                           |
| Bahnübergang (Strecke außer Betrieb) |                       | KT 39                                        | KT 39                           |
| Haltepunkt / Haltestelle (Strecke außer Betrieb) | 24,400                | Järkendorf                                   | Järkendorf                      |
| Bahnübergang (Strecke außer Betrieb) |                       | KT 38                                        | KT 38                           |
| Bahnübergang (Strecke außer Betrieb) |                       | Schallfelder Straße SW 43                    | Schallfelder Straße SW 43       |
| Bahnhof (Strecke außer Betrieb) | 26,080                | Lülsfeld                                     | Lülsfeld                        |
| Bahnübergang (Strecke außer Betrieb) |                       | SW 42                                        | SW 42                           |
| Haltepunkt / Haltestelle (Strecke außer Betrieb) | 27,700                | Frankenwinheim                               | Frankenwinheim                  |
| Brücke über Wasserlauf (Strecke außer Betrieb) |                       | Volkach                                      | Volkach                         |
| Bahnhof (Strecke außer Betrieb) | 30,040                | Gerolzhofen                                  | 235 m                           |
| Bahnübergang (Strecke außer Betrieb) |                       | Frankenwinheimer Straße St 2274              | Frankenwinheimer Straße St 2274 |
| Bahnübergang (Strecke außer Betrieb) |                       | Dreimühlenstraße                             | Dreimühlenstraße                |
| Strecke mit Straßenbrücke (Strecke außer Betrieb) |                       | Bundesstraße 286                             | Bundesstraße 286                |
| Bahnübergang (Strecke außer Betrieb) |                       | Bahnhofstraße SW 40                          | Bahnhofstraße SW 40             |
| Haltepunkt / Haltestelle (Strecke außer Betrieb) | 34,100                | Alitzheim                                    | Alitzheim                       |
| Haltepunkt / Haltestelle (Strecke außer Betrieb) | 36,300                | Sulzheim                                     | Sulzheim                        |
| Bahnübergang (Strecke außer Betrieb) |                       | Bahnhofstraße SW 28                          | Bahnhofstraße SW 28             |
| Bahnhof (Strecke außer Betrieb) | 39,860                | Grettstadt                                   | Grettstadt                      |
| Bahnhof (Strecke außer Betrieb) | 44,600                | Gochsheim (Ufr)                              | Gochsheim (Ufr)                 |
| Bahnübergang (Strecke außer Betrieb) |                       | Grafenrheinfelder Straße SW 3                | Grafenrheinfelder Straße SW 3   |
| Strecke mit Straßenbrücke (Strecke außer Betrieb) |                       | Bundesautobahn 70                            | Bundesautobahn 70               |
| Bahnübergang (Strecke außer Betrieb) |                       | Schwebheimer Straße St 2271                  | Schwebheimer Straße St 2271     |
| | 47,244                |                                              |                                 |
| Dienststation / Betriebs- oder Güterbahnhof | 47,947                | Schweinfurt-Sennfeld                         | Schweinfurt-Sennfeld            |
| Bahnübergang |                       | Carl-Zeiß-Straße                             | Carl-Zeiß-Straße                |
| Abzweig geradeaus und nach links |                       | Anschluss Hafen                              | Anschluss Hafen                 |
| Brücke über Wasserlauf | 49,032                | Mainbrücke Schweinfurt (234 m)               | Mainbrücke Schweinfurt (234 m)  |
| Abzweig geradeaus und von rechts |                       | von Bamberg                                  | von Bamberg                     |
| Bahnhof | 50,072                | Schweinfurt Hbf                              | 217 m                           |
| Abzweig geradeaus und nach rechts |                       | nach Meiningen                               | nach Meiningen                  |
| Strecke |                       | nach Rottendorf                              | nach Rottendorf                 |
| |                       |                                              |                                 |
| Quellen: |                       |                                              |                                 |

Die Bahnstrecke Kitzingen–Schweinfurt, auch Steigerwaldbahn oder Untere Steigerwaldbahn, ist eine Nebenbahn in Bayern. Sie verläuft in Unterfranken von Kitzingen über Wiesentheid und Gerolzhofen nach Schweinfurt. Ihren Namen erhielt sie durch Verlauf ihres südlichen Bereichs durch das Steigerwaldvorland.
Der Personen- und Güterverkehr auf der Strecke wurde in Etappen eingestellt. Die Reaktivierung der stillgelegten Strecke für den Güterverkehr ist geplant, aber derzeit umstritten.

## Geschichte

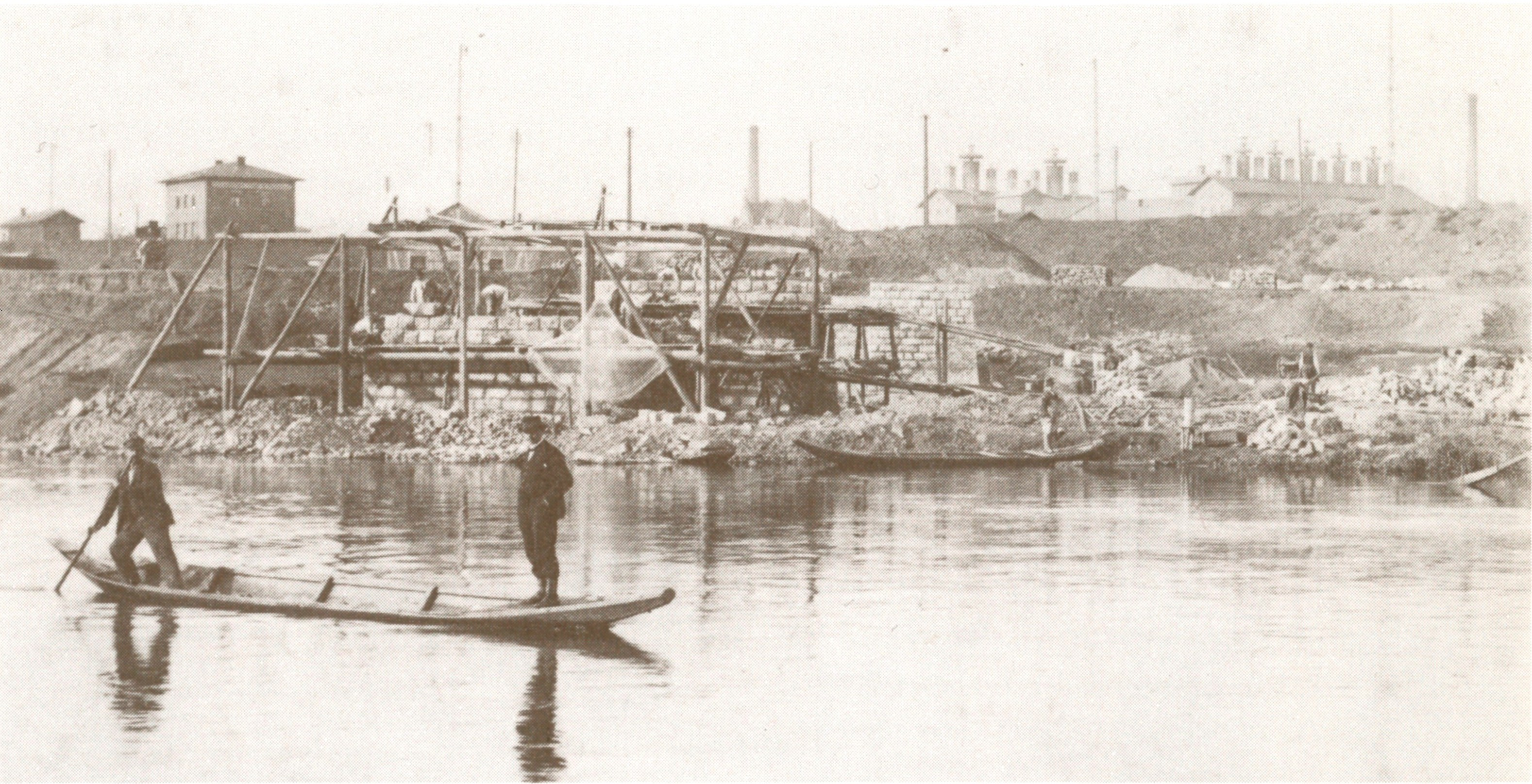
Bau der Gerolzhöfer Brücke
in Schweinfurt 1903

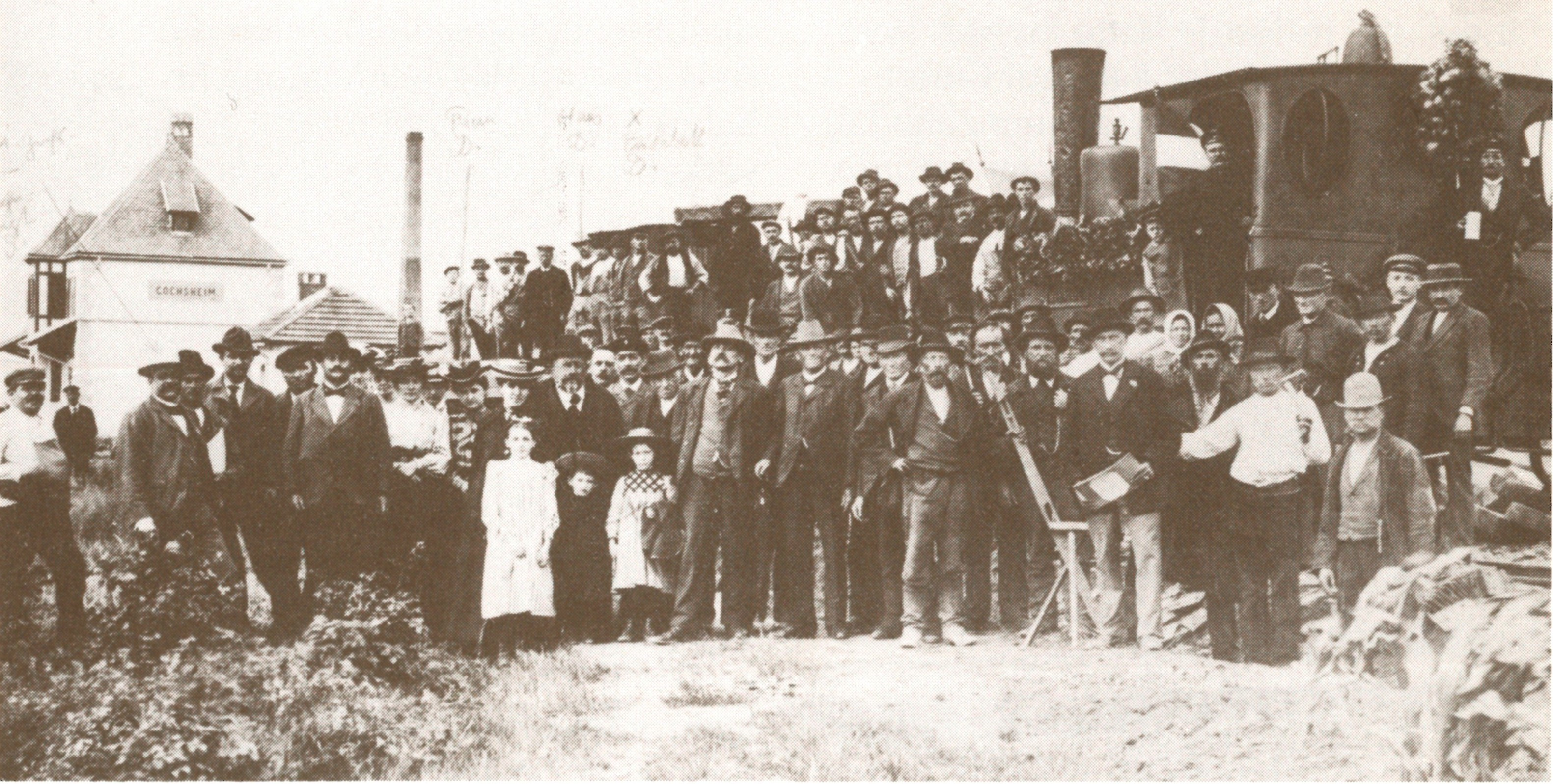
Probefahrt vor dem Bahnhof Gochsheim 1903

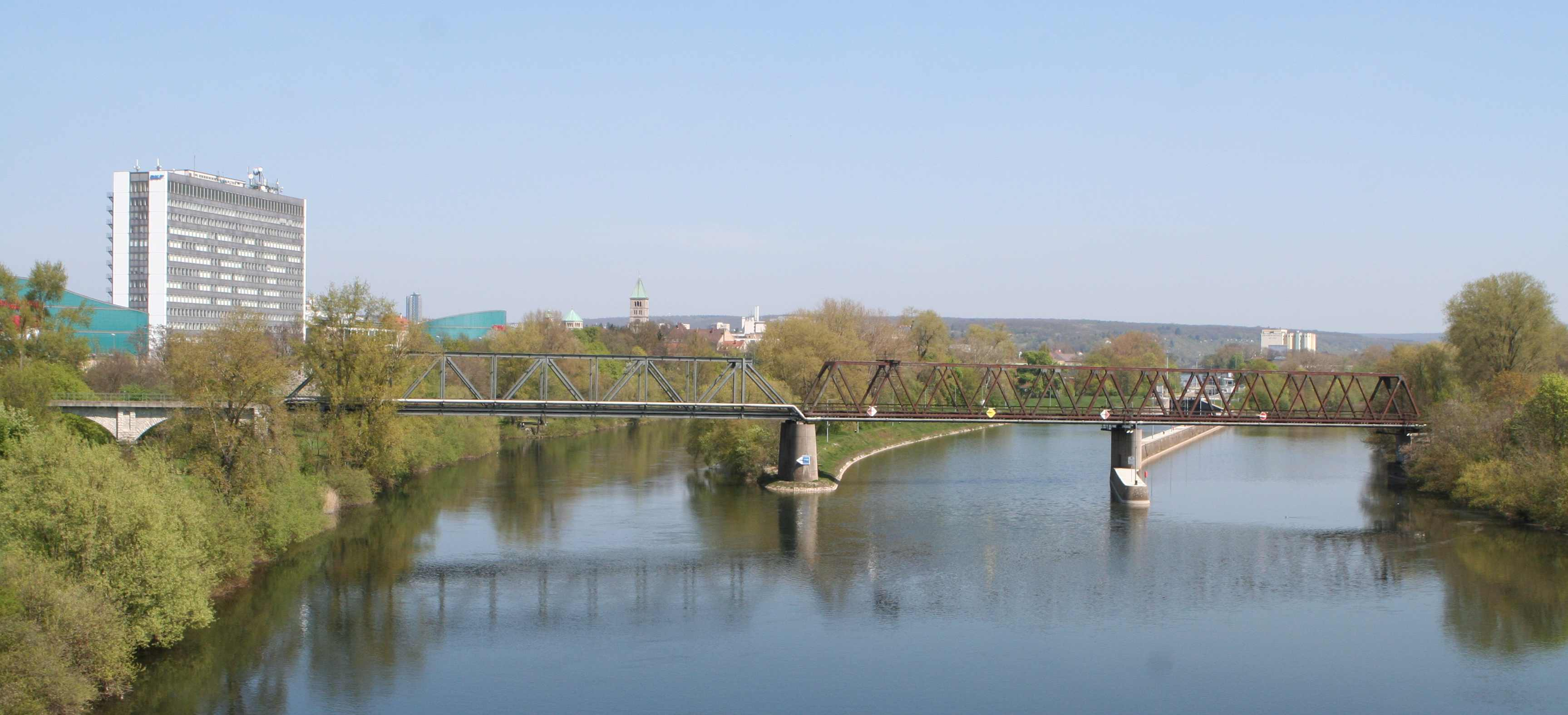
Gerolzhöfer Brücke in Schweinfurt 2010

### Bau der Bahn
Die Steigerwaldbahn entstand im ersten Abschnitt von Kitzingen bis Gerolzhofen 1893. Der zweite Abschnitt bis zum Schweinfurter Hauptbahnhof wurde am 23. November 1903 eröffnet.

### Zweiter Weltkrieg und seine Folgen
Am Ende des Zweiten Weltkrieges wurde in der Nacht vom 4. auf den 5. April 1945 die Eisenbahnbrücke über den Main in Kitzingen von Truppen der Wehrmacht gesprengt. Weniger als eine Woche später, am 11. April 1945, als die US Army in Schweinfurt einmarschierte, wurde am selben Tag auch die Gerolzhöfer Brücke über den Main in Schweinfurt beim Rückzug von der Wehrmacht gesprengt. Bis zum Bau einer Behelfsbrücke in Schweinfurt 1946 war daher nur ein Inselbetrieb zwischen dem südmainischen Bahnhof Schweinfurt Sennfeld und Etwashausen möglich. Erst 1984 wurde die Behelfsbrücke durch ein Brückenfeld der demontierten Mainbrücke Wertheim ersetzt.
Für den Bau der Bundesautobahn 3 wurde südlich des Bahnhofs Wiesentheid 1961 ein Deckenbaubahnhof errichtet. Er diente der Anfuhr mineralischer Baustoffe wie Kies, Sand und Splitt sowie von Bitumen und Kraftstoffen vor allem in den Jahren 1963 und 1964. Die in Ganzzügen angelieferten Baustoffe wurden vor Ort in großen Mischanlagen vorbereitet und dann zur Baustelle gebracht. Für diese Züge wurde die Strecke verstärkt und in Prichsenstadt ein Drucktastenstellwerk  EDr-S2uf errichtet. Nach Fertigstellung der Autobahn wurden die Anlagen zurückgebaut.
Die Mainbrücke in Kitzingen wurde trotz jahrelanger Bemühungen der Städte Kitzingen und Gerolzhofen nie wieder aufgebaut.

### Schrittweise Einstellung des Verkehrs
Der Personenverkehr auf der Strecke Kitzingen–Gerolzhofen wurde bereits am 31. Mai 1981 auf Regionalbusverkehr umgestellt, am 29. Mai 1987 auch der Betrieb von Gerolzhofen nach Schweinfurt. Bis zum 31. Dezember 2001 gab es noch planmäßigen Güterverkehr zwischen Kitzingen und Schweinfurt. Bis Mitte 2006 wurde die Strecke von der in Kitzingen stationierten US-Army gelegentlich für Militärtransporte benutzt. Durch den Truppenabzug vom Kitzinger Standort hatte die Strecke im Frühjahr 2006 letztmals eine kurze „Blütezeit“, in der mehrere Ganzzüge wöchentlich zum Flugplatz Kitzingen und von dort zurück nach Schweinfurt in das Hauptstreckennetz verkehrten. Der Streckenabschnitt zwischen Schweinfurt Hauptbahnhof und Gochsheim wurde von der DB Netz betrieben, da es in diesem Bereich noch Güterverkehrskunden (Holzverladung) gab. Zum 9. Dezember 2007 stellte DB Schenker die Bedienung der Ladestelle Gochsheim dauerhaft ein. Seitdem findet nur noch auf einem kurzen Stück der Strecke Güterverkehr statt, zwischen dem nordmainischen Schweinfurter Hauptbahnhof und einem nach der Gerolzhöfer Brücke abzweigenden südmainischen Industriegleis in den Hafen Schweinfurt.

### Weitere Entwicklungen

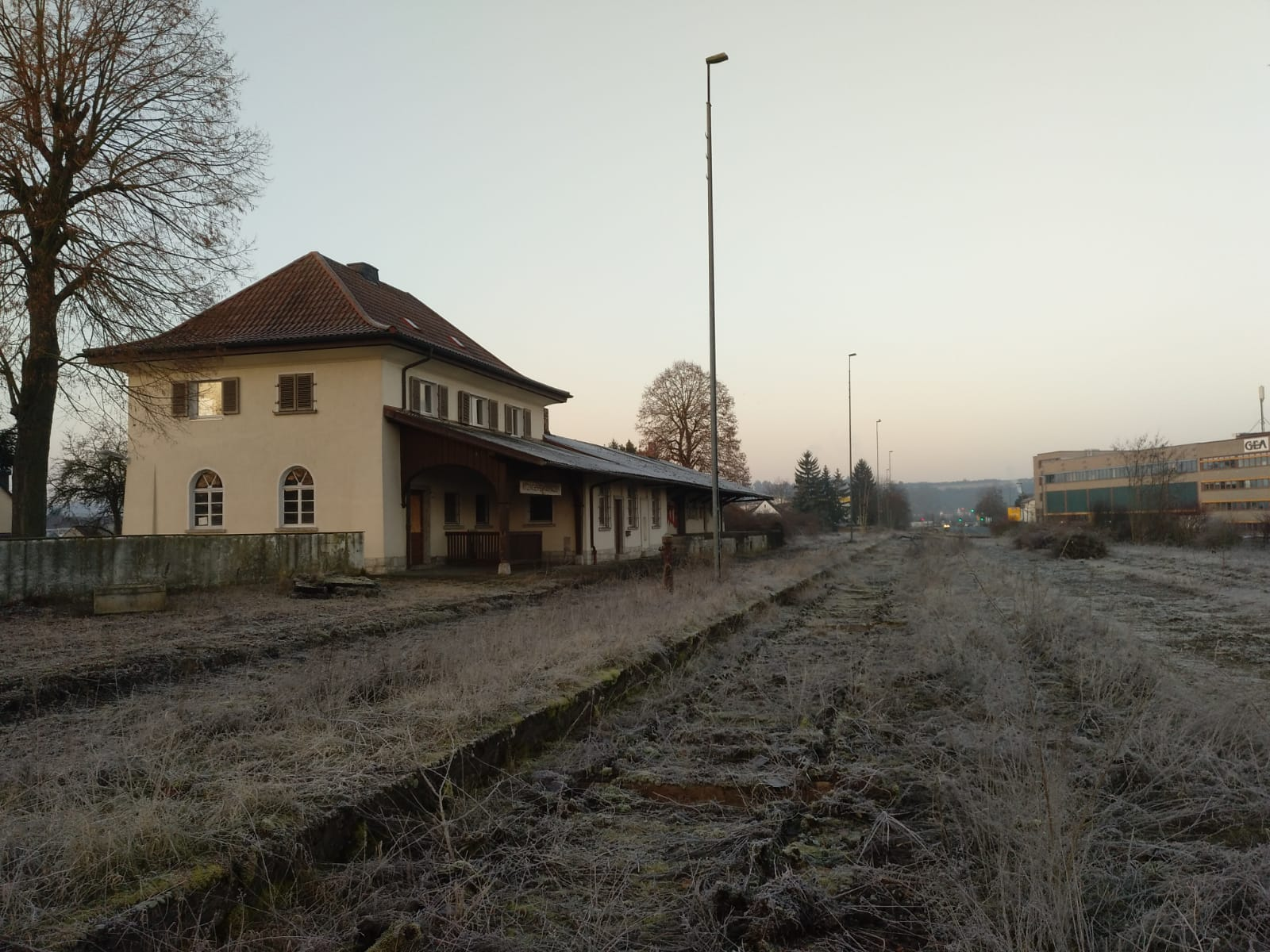
Bahnhof Etwashausen im Januar 2020

Die Bayerische Regionaleisenbahn (BRE), eine Tochtergesellschaft der Deutschen Regionaleisenbahn (DRE), übernahm die Strecke von Kitzingen-Etwashausen bis Gochsheim im Mai 2005 von der Deutschen Bahn.

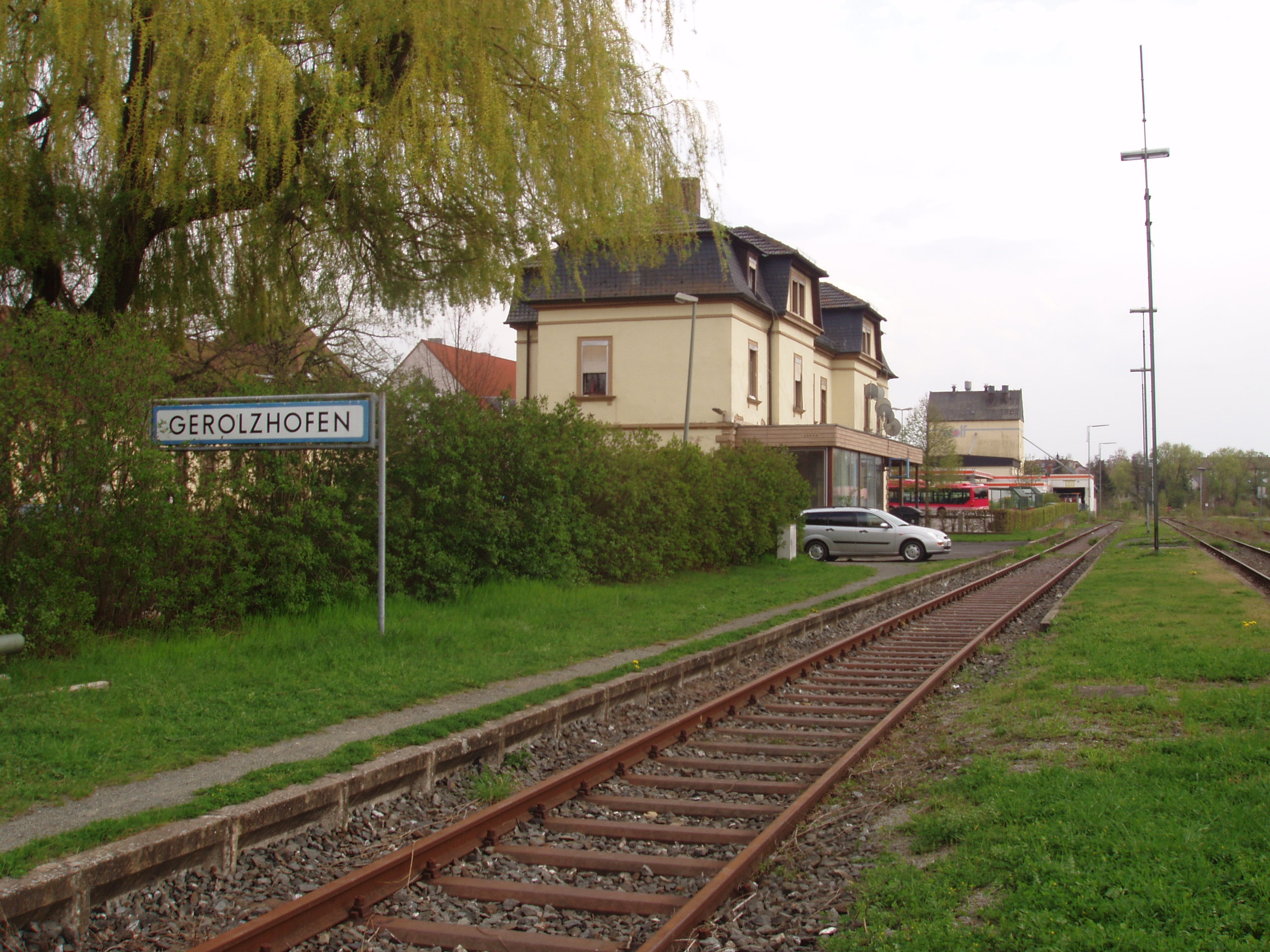
Bahnhof Gerolzhofen 2005

Der Streckenabschnitt zwischen Großlangheim und Kitzingen-Etwashausen wurde im März 2007 wegen vermuteter Altlasten aus dem Zweiten Weltkrieg für den Zugverkehr gesperrt. Deswegen hatten die Städte Wiesentheid und Kitzingen kein Interesse mehr an Sonderfahrten des Fördervereins Steigerwald-Express. Da dadurch die größten Zuschussgeber entfallen waren und sich auch die anderen Kommunen finanziell zurückhielten, konnte der Fahrbetrieb nicht mehr kostendeckend durchgeführt werden. Der Förderverein beschaffte daraufhin eigene Personenwagen, um auch in Zukunft Sonderfahrten anbieten zu können. Im Mai 2009 wurde das Befahrungsverbot des Streckenabschnitts zwischen Großlangheim und Kitzingen aufgehoben, jedoch wurde die Strecke ab Gochsheim bis zum Streckenende bereits im März 2010 wegen Oberbaumängeln gesperrt. Daraufhin setzte die Regierung von Mittelfranken als zuständige Aufsichtsbehörde der DRE/BRE eine bereits verlängerte Frist bis Ende April 2011, um die Strecke in einen sicheren Zustand zu versetzen. Da die Frist von der BRE nicht eingehalten wurde, verhängte die Bezirksregierung ein Zwangsgeld gegen den Streckenbetreiber. Die BRE konnte die Befahrbarkeit erst Ende Mai 2011 wiederherstellen. Im Mai 2013 schrieb die BRE wegen fehlender Einnahmen den 12,5 Kilometer langen Abschnitt Kitzingen-Etwashausen – Wiesentheid-Gewerbegebiet zur Übernahme durch andere Eisenbahninfrastrukturunternehmen (EIU) aus.

### Schrittweise Stilllegung

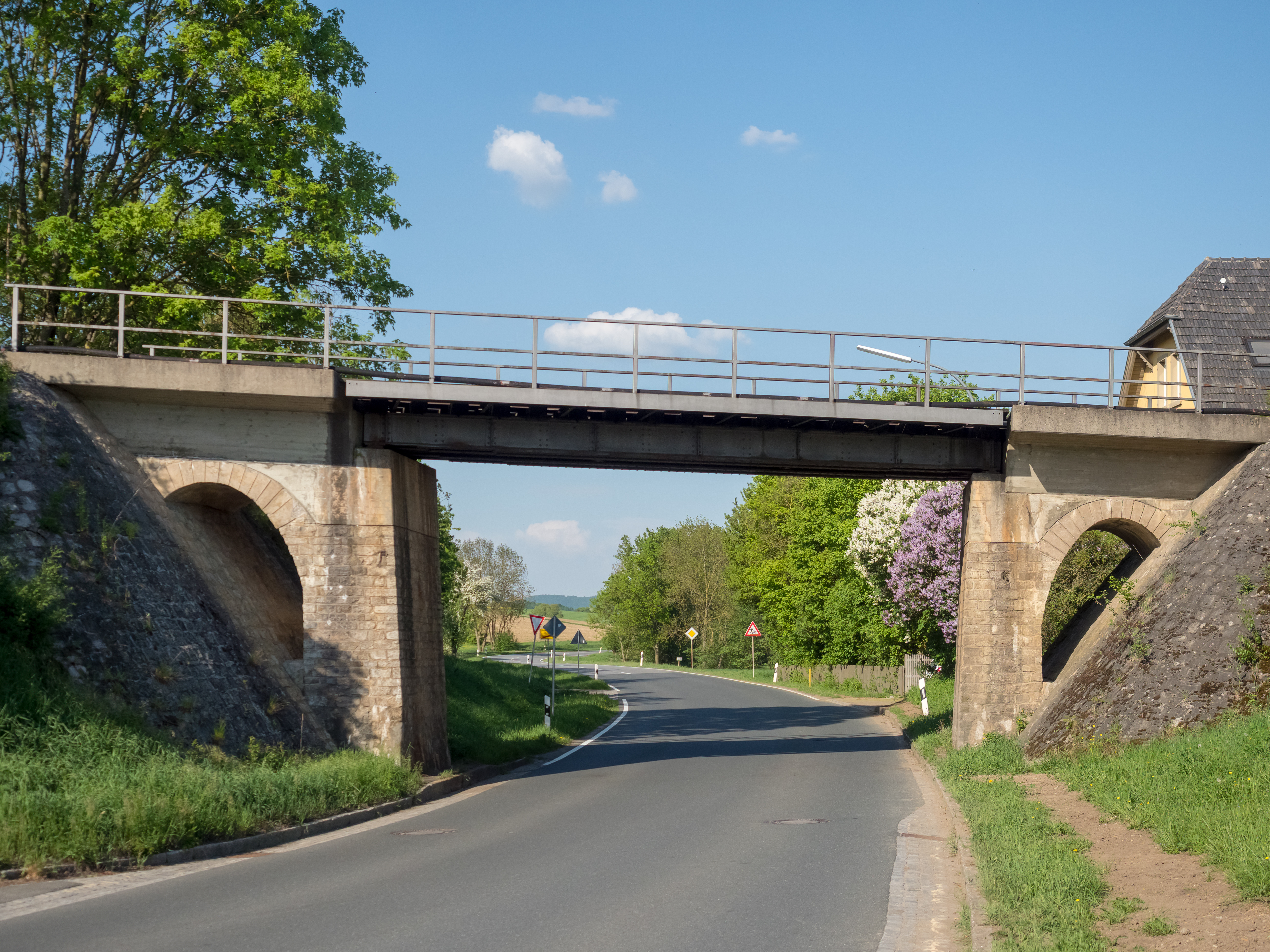
Bahnüberführung über die Bundesstraße 22, Stadelschwarzach

Zum 10. Juli 2014 wurde der erste Abschnitt der bestehenden Strecke von Kitzingen-Etwashausen bis zur Kitzinger Stadtgrenze (Bahn-km 5,37) nach Genehmigung durch das Bayerische Staatsministerium des Innern, für Bau und Verkehr stillgelegt. Aufgrund mangelnder Rentabilität und anstehender, vermeidbarer Investitionen wurde Anfang September 2014 der verbleibende Streckenabschnitt von km 5,37 bis Gochsheim (ausschließlich) von der BRE anderen EIU zur Übernahme angeboten. Nach zwischenzeitlicher Unterbrechung der BRE-Ausschreibung wurde die Strecke Schweinfurt – Kitzingen-Etwashausen aufgrund des Scheiterns der Verhandlungen mit potentiellen Interessenten Anfang Januar 2016 vom bayerischen Innenministerium stillgelegt und die BRE gab daraufhin am 10. Februar ihren Streckenteil an DB Netz zurück. Im April 2015 schrieb DB Netz auch den Streckenabschnitt vom Abzweig zum Hafen Schweinfurt unweit des Bahnhofs Schweinfurt Sennfeld bis zum Bahnhof Gochsheim aus. Obwohl es anfangs drei Interessenten gab, kam keine Einigung über den Kaufpreis zustande. Das Eisenbahn-Bundesamt erteilte daraufhin am 25. April 2016 die Genehmigung, diesen Abschnitt bis Ende 2017 stillzulegen.
Der Projektentwickler des Kitzinger Technologieparks conneKT wollte jedoch weiterhin die Strecke von der Deutschen Bahn zu einem akzeptablen Preis kaufen, um ihn an das Schienennetz anzuschließen.

### Entwidmung der Strecke innerhalb Kitzingens
Am 12. Mai 2016 genehmigte die hierfür zuständige Regierung von Mittelfranken in Ansbach einen Antrag der unterfränkischen Stadt Kitzingen. Die Freistellung von Bahnbetriebszwecken (Entwidmung) nach dem Allgemeinen Eisenbahngesetz (AEG), des drei Kilometer langen Streckenabschnitts innerhalb des Kitzinger Stadtgebietes, war beantragt worden. Die entsprechenden Flächen wurden dadurch in die Planungshoheit der Stadt Kitzingen zurückgegeben. Hier liegt auch der Bahnanschluss des Technologieparks conneKT, der bis auf Weiteres damit obsolet wurde.

### Zurückstellung der Entwidmung der restlichen Strecke

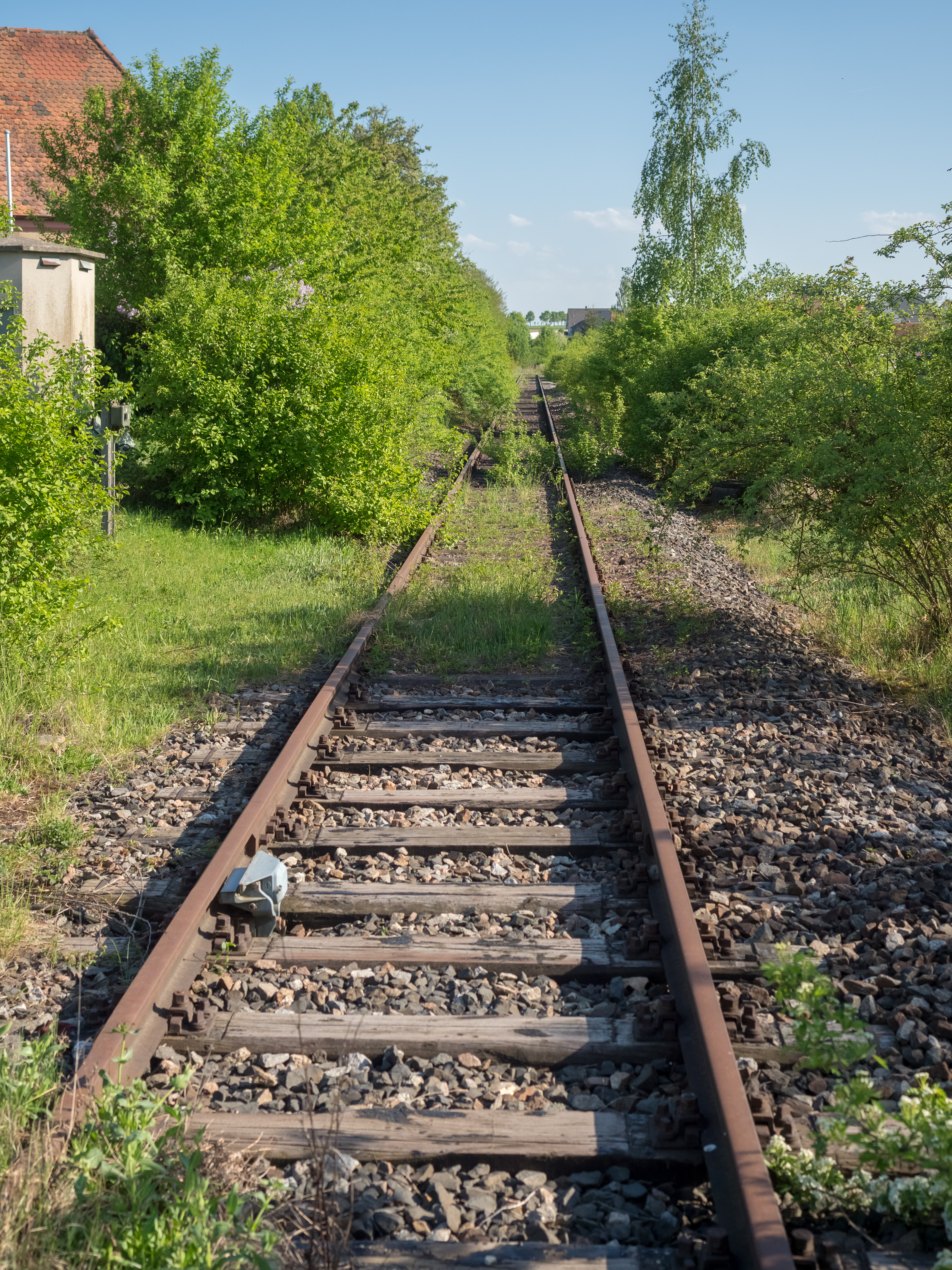
Steigerwaldbahn
bei Prichsenstadt

Entsprechende Anträge zur Entwidmung wurden auch von anderen Gemeinden entlang der Strecke gestellt. Die Stadt Gerolzhofen nahm ihren Antrag im Januar 2019 zurück, um das Ergebnis einer Potentialanalyse abzuwarten. Diese und diverse Petitionen waren auch für den Bayerischen Landtag Anlass, darauf hinzuwirken, dass die laufenden Verfahren zur Entwidmung und zum Verkauf der Strecke zunächst zurückgestellt werden. Diese wurde jedoch Ende Juli 2019 an die Firma Meißner in Bad Mergentheim verkauft, die sich mit Abbau von Gleisanlagen beschäftigt und im Jahre 2016 die Sinntalbahn abgebaut hat. Seit Januar 2020 läuft der Abbau des Abschnittes zwischen Kitzingen-Etwashausen und dem Bahnkilometer 5,37. Da der Verkauf an Meißner ohne vorherige Entwidmung der Strecke geschah, kam es zu heftigen Protesten von Befürwortern einer Reaktivierung der Bahn.
Anfang April 2021 hat das Eisenbahninfrastrukturunternehmen Thüringer Eisenbahn (ThE) einen Antrag zum Betrieb der unteren Steigerwaldbahn beim Bayerischen Verkehrsministerium und bei der Regierung von Mittelfranken eingereicht. Dieser wurde jedoch Ende November 2021 vom Ministerium abgelehnt, wogegen die ThE einen Monat später Widerspruch einlegte.

### Ablehnung der Reaktivierung durch das Land Bayern
Am 5. März 2021 veröffentlichte die für die Bestellung des Schienenpersonennahverkehrs zuständige Bayerische Eisenbahngesellschaft (BEG) eine Fahrgast-Potentialanalyse für die untere Steigerwaldbahn. Unter Zugrundelegung eines Stundentaktes wird für die Gesamtstrecke Schweinfurt Hbf – Kitzingen-Etwashausen eine mögliche Nachfrage von 563 Personenkilometern pro Kilometer Strecke ermittelt. Dabei ist diese im Nordabschnitt Schweinfurt Hbf – Gerolzhofen mit 838 Pkm/km Streckenlänge höher als im Südabschnitt Gerolzhofen – Kitzingen-Etwashausen, auf dem nur 365 Pkm/km Streckenlänge erreicht werden. Damit wird der in Bayern für eine Streckenreaktivierung gültige Schwellenwert von 1.000 Personenkilometern pro Kilometer Streckenlänge verfehlt und deswegen eine Wiederinbetriebnahme der Strecke zurzeit nicht weiter verfolgt. Dieses Gutachten wurde kritisiert, da laut den Kritikern das Zustandekommen der Nachfrage nicht nachvollziehbar sei. Andere Gutachter kamen unter Berücksichtigung weiterer Verkehrsarten (d. h. auch Ausbildungs-, Einkaufs- und touristischer Verkehr) auf eine annähernd doppelt so hohe Nachfrage. Die ablehnende Haltung der BEG führte dazu, dass der Kreistag des Landkreises Schweinfurt am 4. November 2021 seine Bemühungen hinsichtlich der Wiederaufnahme des Schienenpersonennahverkehrs auf dieser Strecke aufgab.

## Geforderte Wiederinbetriebnahme

### Als herkömmliche Bahn

#### Erste Versuche

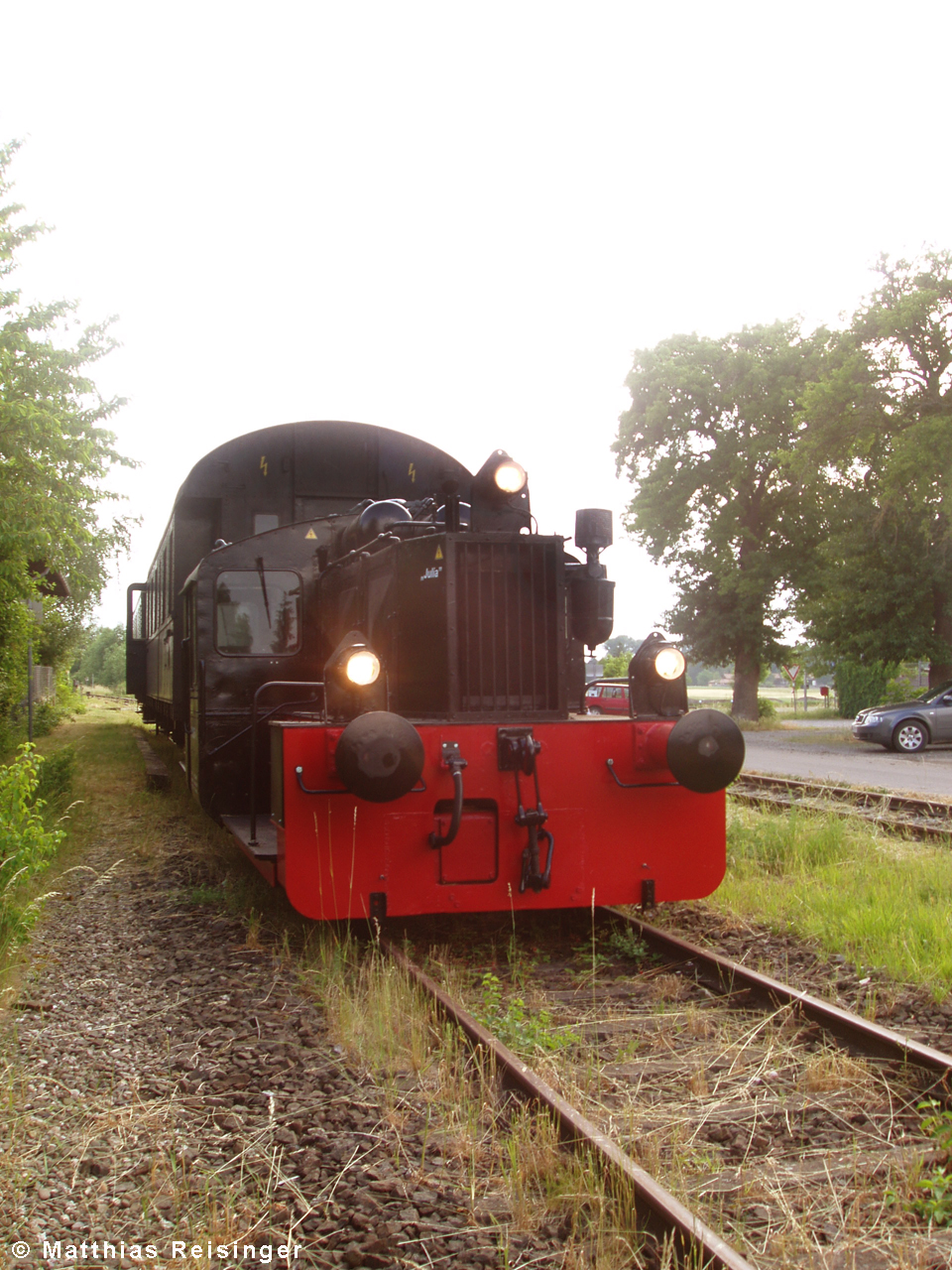
Sonderfahrt
in Großlangheim 2008

Da die Strecke, mit Ausnahme des Abschnittes in Kitzingen, bisher nicht entwidmet wurde, wäre eine Wiederinbetriebnahme ohne Planfeststellungsverfahren möglich. Auch für heute nicht mehr im Neubau genehmigungsfähige Bauten wie höhengleiche Bahnübergänge besteht so lange Bestandsschutz, bis keine Freistellung von Bahnbetriebszwecken erfolgt ist.
Nach dem ab 11. Dezember 2005 gültigen Jahresfahrplan der Deutschen Bahn ging die gesamte Strecke im Laufe des Fahrplanabschnittes an die Bayerische Regionaleisenbahn (BRE) über. Ab 15. Juli 2006 war die Wiederaufnahme des Personenverkehrs an Wochenenden und Feiertagen vorgesehen. Der Betrieb war von vornherein bis 9. Dezember 2006 (Ende des Jahresfahrplans) befristet. Bei erfolgreichem Probebetrieb wurde sogar die komplette Wiederaufnahme des Personenzugverkehrs an allen Wochentagen zwischen Schweinfurt und Gerolzhofen, eventuell auch Etwashausen, erwogen. Der Betrieb sollte durch die Erfurter Bahn mit Triebwagen des Typs Regio-Shuttle erfolgen. Dieser Probebetrieb fand jedoch nie statt, stattdessen wurden Sonderfahrten angesetzt. Die ersten beiden geplanten Fahrten am 15. und 16. Juli 2006 wurden abgesagt. Da die angeblich vorgesehene Fahrgeschwindigkeit von 50 km/h nicht erlaubt und die Strecke nur für den Güterverkehr freigegeben sei, wäre eine Fahrt im Personenverkehr nicht möglich.

#### Weitere Bemühungen
Am 19. November 2007 wurde aus der gleichnamigen Interessengemeinschaft der Förderverein Steigerwald-Express gegründet. Dessen Ziel ist der Erhalt der Strecke durch den Einsatz touristischer Sonderzüge und die Reaktivierung des Güterverkehrs. In der Fahrsaison 2008 konnte der Verein an vier Fahrtagen anlässlich von lokalen Festen etwa 1300 Fahrgäste mit Zügen befördern, die zumeist aus der vereinseigenen Kleinlok der Baureihe 310 und zwei gemieteten „Donnerbüchsen“ bestanden.
Seit Juli 2018 setzt sich die IHK Würzburg-Schweinfurt für eine Wiederinbetriebnahme der Bahnstrecke für den Personenverkehr im Abschnitt Schweinfurt Hauptbahnhof – Gerolzhofen ein. Die IHK stützt sich auf eine Potentialanalyse, deren Ergebnis der Wirtschaftlichkeitsforderung des bayerischen Wirtschaftsministeriums entspricht. Bei der Bayerischen Eisenbahngesellschaft gibt es Planungen hinsichtlich einer möglichen Reaktivierung des Personenverkehrs auf der Strecke. Am 19. Juli 2019 führten Bündnis 90/Die Grünen zusammen mit dem Förderverein Steigerwald-Express, dem Verkehrsclub Deutschland sowie der Wählergemeinschaft Kommunalpolitisches Netzwerk für Gerolzhofen geo-net eine Infoveranstaltung durch, in der für eine mögliche Reaktivierung der Steigerwaldbahn geworben wurde. Im Dezember 2019 entschied der Kreistag des Landkreises Schweinfurt in großer Mehrheit, dass geprüft wird, ob und unter welchen Rahmenbedingungen der Personenverkehr auf der stillgelegten Steigerwaldbahn wieder aufgenommen werden kann.

### Als Regionalstraßenbahn
Im August 2019 wurde ein neues Konzept zur Steigerwaldbahn vom Verkehrsplaner Robert Wittek-Brix öffentlich vorgestellt, mit einer Regionalstraßenbahn, die sich von einer herkömmlichen Strecken-Reaktivierung in mehrfacher Hinsicht unterscheidet. Im Vorschlag soll die Bahn nicht in Kitzingen-Etwashausen enden, sondern im Straßenbahnbetrieb über die Nordbrücke bis zum Bahnhof Kitzingen fahren und damit wieder zwei Hauptbahnen verbinden. Als Integralbahn soll sie aus Richtung Kitzingen am Bahnhof Schweinfurt Sennfeld geteilt werden. Der eine Ast soll, wie einst, auf der bestehenden Bahnstrecke über die Gerolzhöfer Brücke zum Schweinfurter Hauptbahnhof fahren. Der zweite Ast soll, als Straßenbahn mit zahlreichen Haltestellen, über die Maxbrücke durch die Schweinfurter Innenstadt fahren, danach die Hochschule für angewandte Wissenschaften Würzburg-Schweinfurt und das Schulzentrum West passieren und schließlich an die bestehende Bahnstrecke Schweinfurt–Meiningen angebunden werden.
Befürworter brachten daraufhin nur noch dieses Konzept in die Diskussion, das Gegner meist vermieden, anzusprechen. Die CSU machte daraufhin einen Alternativvorschlag, die Trasse der Steigerwaldbahn als Fahrbahn für Autonomes Fahren für Busse und als Expressradweg umzubauen. Dieser Vorschlag wurde von den Befürwortern einer Reaktivierung scharf kritisiert und von den Gegnern negiert. Zum CSU-Vorschlag wies eine Ausarbeitung über die Potenziale von autonomen Straßenfahrzeugen auf dem Bahnkörper der Steigerwaldbahn von Andreas Witte vom Verkehrsclub Deutschland (VCD), Kreisgruppe Kitzingen, auf erhebliche Probleme hin.
Da im Vorschlag von Wittek-Brix auch das Schweinfurter Stadtgebiet einbezogen ist, will die Stadt Schweinfurt eine Machbarkeitsstudie für diesen Vorschlag erstellen lassen.